# 学校林
学校林（がっこうりん）とは、学校の基本財産形成や児童・生徒への環境に関する教育、体験活動を目的に、学校が保有する森林。学校所有のほか、国有林や公有林などの分収林の場合もある。

## 概要
1885年、アメリカ合衆国で植林活動を行っていた教育家、ノースロップが来日。文部次官との会談を通じて、ジュリアス・スターリング・モートンが始めた一般および学校単位の植林活動の情報がもたらされた。文部省は、学校単位の植林活動が愛郷心、愛国心、公共心などを養う上、学校財産の造成にも有用と判断。尋常師範学校校長諮問会の席上で次官の訓示としてアメリカ合衆国内での活動が伝達されたほか、1897年には文部省が各地方庁あてに官有地の貸下げ、払下げに関する通牒を発し、学校林による植林活動は全国的な運動へ発展していった。約30年後、1938年の農林省山林局の資料によれば、全国の初等、中等諸学校の学校林面積は50,025町歩になっていた。
戦後は、国土復興運動として、森林資源の確保、公共福祉への寄与など教育上重要なものとして推進されてきた。
学校林は、実態として多くが地元の市町村有林となっており、条例や規則によって設置され、管理や経営が行われる。森林の管理は、専門的知識や技術が必要となることから、市町村が計上した予算や学校林の収益により森林組合等の専門技術者が行う場合が大半であるが、地場産業として林業が重要な役割を果たしている地域では、敢えて児童及び生徒自らが植栽、下刈り、伐枝打及び間伐等の作業に従事すると定めていることもある。かつては、学校林からの収益を校舎の増改築の費用に充てる例も見られたが、近年では材木価格の低迷もあり、環境教育の場としている例も多く、学校林等を活用して、児童・生徒、教員、地域の森林ボランティア団体等が一体となって森林体験活動などに取組んでいる。

## 全日本学校植林コンクール

### 概要
1949年、第一次学校植林5ケ年計画が始まり、戦後の学校林運動が復活した。民間情報教育局のアイヴァン・ネルソンは、学校林の活動が進むよう、新聞社に取り上げてもらうよう提案。これを受けて国土緑化推進委員会と読売新聞の間で協議が進められ、1950年度から全日本学校植林コンクールが開催されるようになった。第一回コンクールの主催者は、読売新聞社、西日本新聞社、中部日本新聞社、国土緑化推進委員会。後援は、文部省と農林省が行った。1957年からは、植林活動のほか環境緑化活動の部門も新設し、学校林を持たない都市部の学校にも門戸が広がった。以後、全日本学校植林・緑化コンクールに名称変更を経て、全日本学校関係緑化コンクールへ移行していった。

### 表彰
コンクールの表彰は、学校の部と協力者の部に分け、学校の部は小・中・高を10校ずつ順位（1-10位）をつけて選ばれた。1961年度からは順位付けを改め、特選、優秀校、模範校といった表彰が行われている。
第一回コンクール、学校の部における第一位は次の各校。
- 小学校の部： 平田村第二小学校（福島県平田村。当該校は現存せず。）
- 中学校の部： 梨郷村梨郷中学校（現山形県南陽市。当該校は統合され、現在は南陽市立沖郷中学校となっている。）
- 高校の部：  宮城県立南郷農業高等学校（宮城県南郷村。現在は宮城県南郷高等学校へ校名変更されている。）

## 統計
学校林の統計は、国土緑化推進機構が行っている。直近の2006年の調査では、学校林を保有する学校は約3,057校、20,106haと2001年の調査と比べて漸減傾向。都市部の学校で減少する傾向が見られる一方、環境教育の一環として遠隔地に学校林を新たに確保する動きも見られる。